# 蒯鼇
蒯鼇，宣城（今安徽省宣城市）人，五代十国南唐诗人、隐士。
南唐承唐末文體纖麗之弊，蒯鼇却不事華藻，得承平餘風。任为文章应该旨勝于辭，理過于文。他生活上飲酒赌博無行，不爲士人所容，于是去廬山國學。久后，才勉勵風操，尚信義。他的龍尾硯，友人想要而没有说，蒯鼇察觉到了，还未及给他。一天，友人不告而歸，蒯鼇悔恨，徒步數百里，追上他，把龍尾硯交给他。因其性格，未能入世，至國亡未及銓授。北宋開寶年间，遊汴京，樊若水推荐于朝，蒯鼇歸隱廬山，數年后去世。一说他在宋朝擢進士第，以殿中丞致仕，后来隱居廬山。